# Asplenium laevigatum
Asplenium laevigatum là một loài dương xỉ trong họ Aspleniaceae. Loài này được Decne. mô tả khoa học đầu tiên năm 1834.
Danh pháp khoa học của loài này chưa được làm sáng tỏ. 